# Dupljaja
Dupljaja (en serbe cyrillique : Дупљаја ; en hongrois : Temesváralja) est un village de Serbie situé dans la province autonome de Voïvodine. Il fait partie de la municipalité de Bela Crkva dans le district du Banat méridional. Au recensement de 2011, il comptait 735 habitants.

## Histoire et archéologie
À l'emplacement de Dupljaja, les archéologues ont mis au jour les vestiges de l'ancienne ville slave de Karaš, qui fut la capitale du Banat au XIe siècle. Les vestiges incluent une partie de l'ancienne église et un bâtiment qui fut peut-être le palais du prince. On y a aussi retrouvé plusieurs centaines de pièces de monnaie provenant d'Europe centrale et d'Europe occidentale, ainsi que des pièces en or et des bijoux en argent.
Les archéologues ont également retrouvé des vestiges datant de la Préhistoire, plus précisément de l'âge du bronze ; ils appartiennent pour la plupart à la culture de Dubovac. Parmi les objets retrouvés, on peut signaler le « char de Dupljaja » (Dupljajska kolica), vieux d'environ 3 500 ans.
En 1921, Duppljaja comptait 1 149 Serbes, 19 Roumains, 10 Slovaques, 10 Allemands et 2 Hongrois.

## Démographie

### Évolution historique de la population
| 1948  | 1953  | 1961  | 1971  | 1981  | 1991  | 2002 | 2011 |
| ----- | ----- | ----- | ----- | ----- | ----- | ---- | ---- |
| 1 173 | 1 190 | 1 174 | 1 165 | 1 152 | 1 027 | 854  | 735  |

|  |